# Podział administracyjny województwa warmińsko-mazurskiego
Strona ta przedstawia podział administracyjny województwa warmińsko-mazurskiego.

## Powiaty
Jednostkami administracyjnymi są gminy (miejskie, miejsko-wiejskie lub wiejskie). Miasta mogą stanowić gminy miejskie lub wchodzić w skład gmin miejsko-wiejskich.
- miasta na prawach powiatu
  - miasta (gminy miejskie): Elbląg i Olsztyn
- bartoszycki ⇒ Bartoszyce
  - miasta: Bartoszyce, Bisztynek, Górowo Iławeckie i Sępopol
  - gminy miejskie: Bartoszyce i Górowo Iławeckie
  - gminy miejsko-wiejskie: Bisztynek i Sępopol
  - gminy wiejskie: Bartoszyce i Górowo Iławeckie
- braniewski ⇒ Braniewo
  - miasta: Braniewo, Frombork i Pieniężno
  - gmina miejska: Braniewo
  - gminy miejsko-wiejskie: Frombork i Pieniężno
  - gminy wiejskie: Braniewo, Lelkowo, Płoskinia i Wilczęta
- działdowski ⇒ Działdowo
  - miasta: Działdowo i Lidzbark
  - gmina miejska: Działdowo
  - gmina miejsko-wiejska: Lidzbark
  - gminy wiejskie: Działdowo, Iłowo-Osada, Płośnica i Rybno
- elbląski ⇒ Elbląg
  - miasta: Młynary, Pasłęk i Tolkmicko
  - gminy miejsko-wiejskie: Młynary, Pasłęk i Tolkmicko
  - gminy wiejskie: Elbląg, Godkowo, Gronowo Elbląskie, Markusy, Milejewo i Rychliki
- ełcki ⇒ Ełk
  - miasto: Ełk
  - gmina miejska: Ełk
  - gminy wiejskie: Ełk, Kalinowo, Prostki i Stare Juchy
- giżycki ⇒ Giżycko
  - miasta: Giżycko i Ryn
  - gmina miejska: Giżycko
  - gmina miejsko-wiejska: Ryn
  - gminy wiejskie: Giżycko, Kruklanki, Miłki i Wydminy
- gołdapski ⇒ Gołdap
  - miasto: Gołdap
  - gmina miejsko-wiejska: Gołdap
  - gminy wiejskie: Banie Mazurskie i Dubeninki
- iławski ⇒ Iława
  - miasta: Iława, Kisielice, Lubawa, Susz i Zalewo
  - gminy miejskie: Iława i Lubawa
  - gminy miejsko-wiejskie: Kisielice, Susz i Zalewo
  - gminy wiejskie: Iława i Lubawa (s. Fijewo)
- kętrzyński ⇒ Kętrzyn
  - miasta: Kętrzyn, Korsze i Reszel
  - gmina miejska: Kętrzyn
  - gminy miejsko-wiejskie: Korsze i Reszel
  - gminy wiejskie: Barciany, Kętrzyn i Srokowo
- lidzbarski ⇒ Lidzbark Warmiński
  - miasta: Lidzbark Warmiński i Orneta
  - gmina miejska: Lidzbark Warmiński
  - gmina miejsko-wiejska: Orneta
  - gminy wiejskie: Kiwity, Lidzbark Warmiński i Lubomino
- mrągowski ⇒ Mrągowo
  - miasta: Mikołajki i Mrągowo
  - gmina miejska: Mrągowo
  - gminy miejsko-wiejskie: Mikołajki
  - gminy wiejskie: Mrągowo, Piecki i Sorkwity
- nidzicki ⇒ Nidzica
  - miasto: Nidzica
  - gmina miejsko-wiejska: Nidzica
  - gminy wiejskie: Janowiec Kościelny, Janowo i Kozłowo
- nowomiejski ⇒ Nowe Miasto Lubawskie
  - miasto: Nowe Miasto Lubawskie
  - gmina miejska: Nowe Miasto Lubawskie
  - gminy wiejskie: Biskupiec, Grodziczno, Kurzętnik i Nowe Miasto Lubawskie (s. Mszanowo)
- olecki ⇒ Olecko
  - miasto: Olecko
  - gmina miejsko-wiejska: Olecko
  - gminy wiejskie: Kowale Oleckie, Świętajno i Wieliczki
- olsztyński ⇒ Olsztyn
  - miasta: Barczewo, Biskupiec, Dobre Miasto, Jeziorany i Olsztynek
  - gminy miejsko-wiejskie: Barczewo, Biskupiec, Dobre Miasto, Jeziorany i Olsztynek
  - gminy wiejskie: Dywity, Gietrzwałd, Jonkowo, Kolno, Purda, Stawiguda i Świątki
- ostródzki ⇒ Ostróda
  - miasta: Miłakowo, Miłomłyn, Morąg i Ostróda
  - gmina miejska: Ostróda
  - gminy miejsko-wiejskie: Miłakowo, Miłomłyn i Morąg
  - gminy wiejskie: Dąbrówno, Grunwald (s. Gierzwałd), Łukta, Małdyty i Ostróda
- piski ⇒ Pisz
  - miasta: Biała Piska, Orzysz, Pisz i Ruciane-Nida
  - gminy miejsko-wiejskie: Biała Piska, Orzysz, Pisz i Ruciane-Nida
- szczycieński ⇒ Szczytno
  - miasta: Pasym, Szczytno i Wielbark
  - gmina miejska: Szczytno
  - gminy miejsko-wiejskie: Pasym i Wielbark
  - gminy wiejskie: Dźwierzuty, Jedwabno, Rozogi, Szczytno i Świętajno
- węgorzewski ⇒ Węgorzewo
  - miasto: Węgorzewo
  - gmina miejsko-wiejska: Węgorzewo
  - gminy wiejskie: Budry i Pozezdrze

## Zmiany od 1 I 1999 r.
- nowe powiaty
  - (1 I 2002): gołdapski (s. Gołdap) z gmin pow. giżyckiego i olecko-gołdapskiego
  - (1 I 2002): węgorzewski (s. Węgorzewo) z gmin pow. giżyckiego
- prawa miejskie
  - (1 I 2019): Wielbark (powiat szczycieński)
- zmiany granic, legenda (województwa/powiaty/miasta/gminy po lewej zyskały część terytorium, województwa/powiaty/miasta/gminy po prawej straciły część terytorium)
  - granice województw
    - (1 I 2004): mazowieckie, pow. mławski (m. Mława) <> pow. działdowski (gm. Iłowo-Osada)
    - (1 I 2009): pow. iławski (gm. Kisielice) <> pomorskie, pow. kwidzyński (gm. Prabuty)

  - granice powiatów
    - (1 I 2017): pow. gołdapski (gm. Gołdap) <> pow. olecki (gm. Kowale Oleckie)

  - granice miast i gmin
    - (1 I 2000): (pow. działdowski) m. Działdowo <> gm. Działdowo
    - (7 XII 2000): anulowanie zmiany granic z dnia 1 stycznia 2000 r.
    - (1 I 2001): (pow. ełcki) m. Ełk <> gm. Ełk
    - (1 I 2001): (pow. lidzbarski) m. Lidzbark Warmiński <> gm. Lidzbark Warmiński
    - (12 V 2001): (pow. działdowski) m. Działdowo <> gm. Działdowo
    - (1 I 2002): (pow. ostródzki) m. Ostróda <> gm. Ostróda
    - (1 I 2008): (pow. giżycki) gm. Giżycko <> gm. Ryn
    - (1 I 2014): (pow. mrągowski) m. Mikołajki <> gm. Mikołajki
    - (1 I 2021): (pow. elbląski) m. Pasłęk <> gm. Pasłęk
- siedziby i nazwy powiatów
  - (1 I 2002): pow. olecko-gołdapski (s. Olecko) > pow. olecki (s. Olecko)
- siedziby i nazwy miast i gmin
  - (30 XII 1999): (pow. elbląski) gm. Gronowo Elbląskie (s. Gronowo) > gm. Gronowo Elbląskie (s. Gronowo Elbląskie)